# Charles Louis Gardeur-Lebrun
Charles Louis Gardeur-Lebrun (1744-1801) est un militaire français. Commandant en second de l'artillerie française lors de la guerre d'indépendance américaine, il fut enseignant à l'École polytechnique de Paris. 

## Biographie
Fils de Louis Gardeur-Lebrun, Charles Louis Gardeur-Lebrun naît le 30 septembre 1744, à Metz, chef-lieu des Trois-Évêchés. Doué pour les sciences, et précoce, il est nommé « Maître de mathématiques » à l'École des mineurs de Verdun, dès 1761. 
Charles Louis quitte la Lorraine pour Paris en 1776. Il s'embarque pour l'Amérique, comme Commandant en second de l'Artillerie française, lors de la guerre d'indépendance américaine. En Amérique, pendant la guerre, il fait établir une des premières fonderies de canons du continent. 
De retour en France, il devient « Lecteur » des fils du duc d'Orléans, les ducs de Valois et de Montpensier. En 1787, il écrit un journal de voyage intitulé : « Journal de l'éducation des princes d'Orléans ».
En 1794, Gardeur-Lebrun est nommé « Inspecteur des élèves » à l'École polytechnique de Paris. En 1796, il est nommé « Administrateur pour la police de l'enseignement et la surveillance des élèves ». 
Charles Louis Gardeur-Lebrun décéda le 25 août 1801.
Son frère Claude lui succéda à l'École polytechnique dans ses fonctions.

## Sources
- L.B. Guyton : Notice biographique sur Charles Gardeur-Lebrun, inspecteur des études à l’École polytechnique, J.E.P., t. 4, cahier 11, 1802, p. 355-35.
- Henri Tribout de morembert : Familles d'ancienne bourgeoisie messine, les Gardeur-Lebrun, dans les Cahiers lorrains, Metz, N°4, octobre 1975, p104-107.